# السماء وردية
هو فيلم هندي صدر عام 2019 من تأليف وإخراج شونالي بوز وإنتاج سيدهارث روي كابور، وروني سكروفالا، وبريانكا شوبرا جوناس في إطار شركات إنتاجهم أفلام روي كابور، وأفلام آر اس ڤي بي، وبريل بيبل بكچرس، على التوالي، بالاشتراك مع صور إيفانهو. نجوم الفيلم بريانكا شوبرا، وفرحان أختر، وزايرا وسيم، وروهيت سوريش ساراف، مقتبس من القصة الحقيقية لعائشة تشودري، التي عانت نقص المناعة الشديد والتليف الرئوي، تحكي قصة والديها أديتي ونيرين وهما يتنقلان في زواجهما أثناء تعاملهما مع مرض ابنتهما.  
اقتربت أديتي تشودري من بوز لتصنع فيلمًا يعتمد على قصة حياة ابنتها.  رغم من اهتمامها بالقصة، اختار بوز بدلًا من ذلك تصوير قصة الوالدين من وجهة نظر عائشة من خلال دمج سرد الشخص الأول، والتركيز على زواجهما وتأثير مرض طفلهما على حياتهم وعلاقاتهم. كتبت بوز السيناريو بناءً على التفاصيل التي جمعتها من خلال مقابلة والديها. كتب نيلش مانيار السيناريو الإضافي بينما كتب جوهي شاتورفيدي الحوارات الهندية. جرى التصوير الرئيسي في مومباي ولندن ودلهي وجزر أندمان. ألف بريتام الموسيقى التصويرية للفيلم وكتب غولزار كلمات الأغاني. يستكشف الفيلم موضوعات مثل الموت وقبوله، والأمومة، والحزن، وتأثير فقدان الطفل على العلاقات، لا سيما على رفقة الوالدين.
عرض الفيلم للمرة الأولى في مهرجان تورونتو السينمائي الدولي في 13 سبتمبر 2019 وصدر في جميع أنحاء العالم في 11 أكتوبر من العام ذاته. تلقى فيلم السماء وردية تقييمات إيجابية عمومًا، إذ أثنى النقاد على كتابة بوز وإخراجها، وأداء الممثلين. لكن لم يكن أداء الفيلم جيدًا من الناحية التجارية، إذ حقق أرباحًا بقيمة 34.41 كرور روبية في شباك التذاكر مقابل ميزانية 24 كرور روبية. حصل الفيلم على ثلاثة ترشيحات لجوائز فيلم فير: أفضل فيلم (نقاد)، أفضل ممثلة بريانكا شوبرا جوناس وأفضل ممثلة مساعدة وسيم.

## الحبكة
تروي عائشة تشودري قصة والديها موس (والدتها) وباندا (والدها) من الآخرة. أديتي تشودري ونيرين زوجان شابان من طبقات مختلفة، أديتي من ضاحية صحية في جنوب دلهي في حين أن نيرين من عائلة من الطبقة المتوسطة. الزوجان في حالة حب ويتمتعان «بحياة جنسية نشطة»، حسب رواية عائشة. يتزوجان وتصبح أديتي حاملًا بطفلتها الأولى تانيا تشودري، التي توفيت في الأشهر الأولى من ولادتها بسبب حالة نقص المناعة المشترك الشديد. كانت الطفلة تانيا مريضة في كثير من الأحيان، بينما كانت أديتي مقتنعة بأنها مشكلة خطيرة، رفض نيرين الأمر ووصفه بأنه تافه. اعتقد نيرين أن الإهمال هو السبب وراء عدم تمكن تانيا من العلاج عاجلًا وألقى باللوم على نفسه لوفاة طفلته. عندما حزنت أديتي على وفاة طفلتها، عزتها راهبة كاثوليكية واستطاعت أن تتطهر روحيًا.  
أديتي ونيرين لديهما طفل ثان اسمه أيشان. بعد بضع سنوات، أنجبت أديتي طفلهما الثالث، فتاة تدعى عائشة. يعلمون فيما بعد أن عائشة تعاني نفس الحالة الطبية لطفلتهما الأولى وأن قلب نيرين يتفطر. بعد أن تخلى الأطباء في دلهي عن علاج عائشة، ذهب الزوجان إلى لندن إذ علموا أن المرض يمكن علاجه من خلال عملية زرع نخاع عظم مكلفة للغاية. يبدأ نيرين العمل لكسب المال في حين يطلب أيضًا التمويل الجماعي عبر محطة إذاعية. بعد عدة أسابيع، علموا أن العديد من الأشخاص تبرعوا بالمال من أجل علاج عائشة. الجراحة ناجحة لكن عائشة تبقى تحت مراقبة الطبيب. تقرر أديتي البقاء في لندن في حين يعود نيرين إلى الهند من أجل عائلته وابنه إيشان. تقدم أديتي الحماية لعائشة وتقوم بالتنظيف ونحو ذلك لإبعاد عائشة عن أي عدوى.  
يبدأ إيشان في فقدان والدته بينما يفكر نيرين دائمًا في أديتي وعائشة. يبدأ هذا التأثير أيضًا على علاقة أديتي ونيرين إذ إن أديتي مشغولة دائمًا بعائشة وتعتني بها. تمر الأشهر ويذهب نيرين إلى لندن ويطلب من أديتي العودة إلى الهند حتى لا تتأثر علاقتهما. نقاشها مع أديتي على أساس أن عائشة قد تحسنت وأن زيارة الطبيب يمكن أن تتم في الهند أيضًا. تخبره أديتي أنه يترتب عليهم العيش هنا فترة طويلة جدًا وفقًا لتوصية الطبيب حتى يتم علاج حالة عائشة. تنتقل العائلة بأكملها هنا بشكل دائم حتى يتم علاج عائشة. يكبر عمل نيرين في لندن ويصبح ثريًا وتصبح أسرته ثرية.